# D3.js
D3.js (D3 staat voor de drie D's in Data-Driven Documents) is een JavaScript-bibliotheek voor het maken en besturen van dynamische, interactieve grafische weergaven van digitale data, geoptimaliseerd voor webbrowsers.